# Mylène Farmer
Mylène Farmer, vlastním jménem Mylène Gautier (* 12. září 1961 Pierrefonds) je v Kanadě narozená francouzská zpěvačka a textařka. Patří mezi nejúspěšnější umělce ve Francii a po celém světě prodala více než 30 milionů desek.

## Životopis
Mylène Farmer, rodným jménem Mylène Jeanne Gautier, se narodila v Pierrefonds, v provincii Québec, Kanada na předměstí (nyní správní obvod) Montrealu rodičům z Francie; její rodina se vrátila do Francie, když ji bylo osm. Mylène si vybrala umělecké jméno Farmer jako poctu hollywoodské herečce Frances Farmer. Ve Francii a dalších francouzsky mluvících zemích je velmi populární, ale téměř neznámá jinde navzdory spolupráci s britským vokalistou Sealem na její písni Les mots. Mylene je velká hvězda také v Rusku, na Ukrajině a v jiných východoevropských zemích.
Nejznámější z jejích písní jsou Désenchantée, Sans contrefaçon, Pourvu qu'elles soient douces, Libertine, California, Rêver, C'est une belle journée, XXL, Les mots nebo Oui mais non.
Svůj profesionální nahrávací debut prožila v roce 1984 s písní Maman a tort, která byla v roce 1986 následována jejím prvním albem, Cendres de Lune, které obsahovalo hit Libertine. Velmi často spolupracuje s Laurentem Boutonnatem, který nejen že psal její písně, ale také pro ně režíroval dlouhá videa a v roce 1994 také film Giorgino.
Farmer získala slávu s písněmi s nejednoznačnými nebo šokujícími texty a poněkud explicitními videi. Maman a tort byla o lásce mladé dívky k její ženské ošetřovatelce v nemocnici. Pourvu qu'elles soient douces byla o muži s posedlostí k zadnici jeho milence, s náznaky sodomie; video, zasazeno do 18. století, předvádělo výprask. Que mon cœur lâche byl o lásce s kondomy ve věku AIDS; video pro píseň uvádí scénu, ve které Bůh říká Ježíši, že ho nepošle na Zemi, protože to naposledy byla pohroma.
Po zklamání ohledně přijetí filmu Giorgino se Farmer na nějaký čas přestěhovala do Spojených států.
Vrátila se v roce 1995 s novým, více rockovým zvukem pro Anamorphosee. Stejně jako předchozí dvě alba, tohoto se ve Francii prodalo přes jeden milion kopií a bylo následováno DVD Live à Bercy.
Farmer se vrátila do světla reflektorů znovu v roce 1999 s albem Innamoramento. Toto byla více subtilní věc než předchozí album, vedená singlem L'Âme-stram-gram, doprovázeným velkolepým čínsky laděným videem. Toto album obsahovalo první písně, které Farmer napsala sama, jako například singl Optimistique-Moi. V něm účinkuje mimo jiné s hercem Pavlem Liškou a je natočen také v Čechách.
V roce 2000 Mylene Farmer a Laurent Boutonnat napsali texty a hudbu pro hvězdičku Alizée (Moi Lolita) k albu Gourmandises a Mes courants électriques.
V roce 2000, složila píseň pro kreslený film Rugrats in Paris: The Movie. Píseň L'Histoire d'une Fée, c'est… byla ve Francii vydána jako singl, ale je ale je na originální zvukové stopě amerického filmu.
V roce 2005 se Farmer vrátila s nový singlem Fuck Them All a novým albem Avant que l'ombre..., jichž se prodalo přes půl milionů kopií. Druhý singl, Q.I byl uvolněn v červenci 2005. V jejím videu k singlu L'Amour n'est rien, předvádí Farmer pamětihodný striptýz. 4. prosince 2006 vydala nové živé album s koncertním DVD Avant que l'ombre... à Bercy . Nahrála také singl s Mobym, které bylo vydáno 25. září 2006, Slipping Away.
Nové album s názvem Point de Suture vyšlo 25. srpna 2008. Jako pilotní singl z tohoto alba byla vybrána kontroverzní píseň Dégénération. Klip k tomuto singlu byl natočen v Praze v Bohnické léčebně. Jako další singl byla vybrána píseň Appelle mon numéro. Třetí singl a má název Si j'avais au moins.... Klip k této písničce je vlastně pokračování ke klipu k písni Dégénération a také byl natáčen v Praze. Z těchto dvou klipů byl vytvořen The Farmer Project, který spojuje oba tyto klipy v jeden krátkometrážní film. Čtvrtým singlem z Point de suture byl zvolen C'est dans l'air.

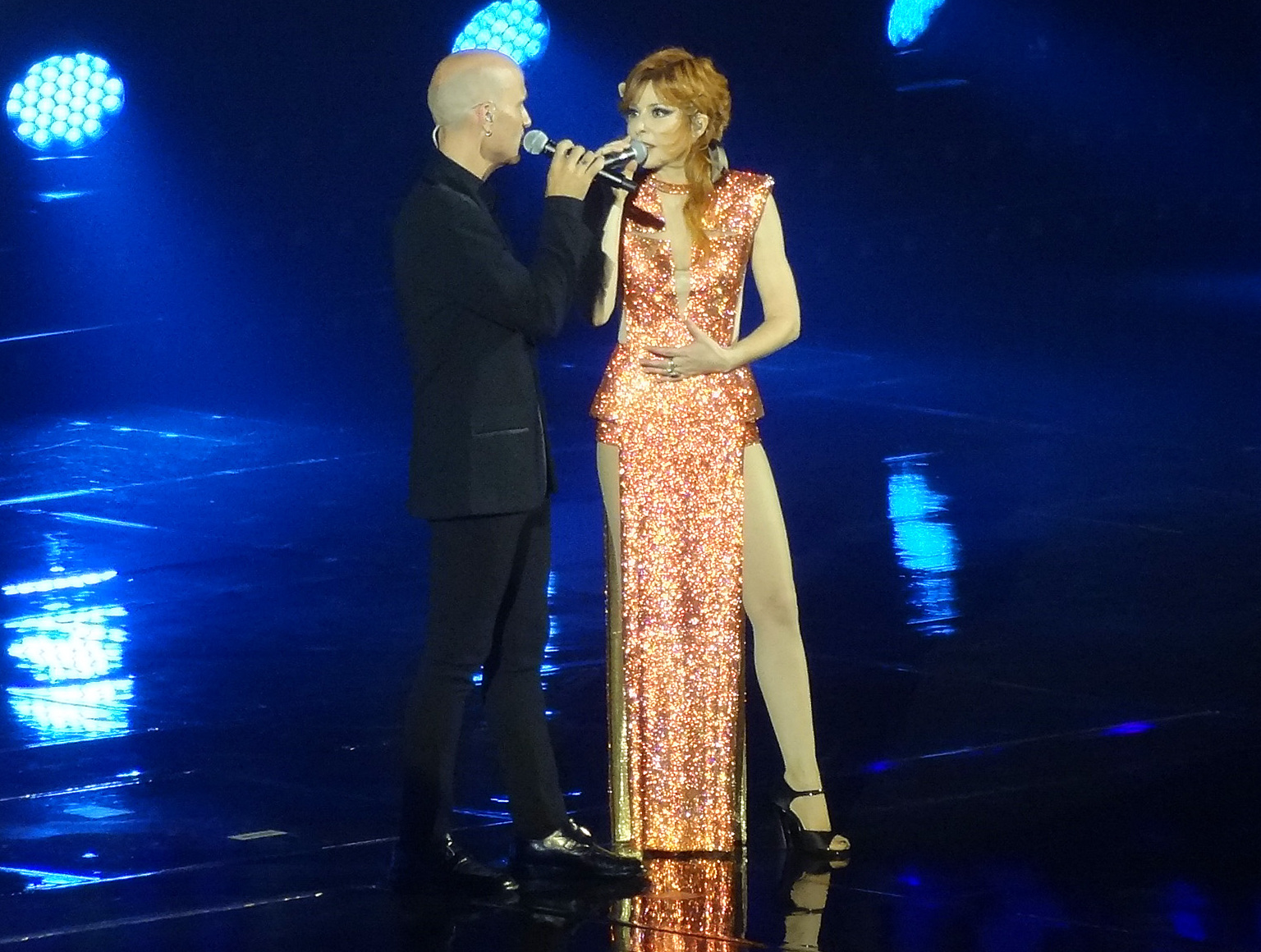
Mylène Farmer a Gary Jules, Timeless 2013

Začátkem května 2009 vyjela Mylene na své páté turné. Kritikou bylo velmi dobře ohodnoceno. Koncem roku 2009 vyšlo live CD se záznamem jednoho z koncertů v hale pod názvem N°5 On Tour. Záznam z koncertu na stadionu Stade de France vyšel v půlce dubna 2010 a jen během prvního týdne se ho prodalo na 98 000 kusů.
V roce 2010 vydala Farmer své osmé studiové album Bleu noir. Produkovali ho RedOne, Moby a britská alternativní skupina Archive, a ve francouzském žebříčku se umístilo na prvním místě a na vrcholu se udrželo tři týdny. Hlavní singl alba „Oui mais... non“ vyšel v říjnu 2010 a stal se zpěvaččiným nejúspěšnějším singlem od roku 2002. Koncem roku 2011 vyšla druhá kolekce největších hitů s názvem 2001.2011, která obsahuje všechny singly nahrané po albu Les Mots z roku 2001 a nový singl „Du temps“. V roce 2012 vydala album Monkey Me, které se v prosinci dostalo na první místo francouzské hitparády. Následujícího roku se Farmer vydala na koncertní turné Timeless 2013 na podporu posledních dvou alb. Turné navštívilo více než 500 000 diváků ve Francii, Belgii, Švýcarsku, Bělorusku a Rusku.
Desáté studiové album Interstellaires vyšlo v roce 2015 a obsadilo první místo francouzské hitparády, albu předcházel hlavní singl „Stolen Car“, duet se Stingem, který se v září 2015 dostal na první místo francouzského žebříčku. V roce 2017 podepsala Farmer novou nahrávací smlouvu se společností Sony Music Entertainment France. Jedenácté studiové album Désobéissance vydala pod novou značkou v roce 2018, debutovalo na prvním místě hitparády, prodalo se ho přes 265 000 kopií a bylo hodnoceno jako zpěvaččino nejlepší album za posledních 15 let. Na podporu posledních dvou alb zahájila Farmer v červnu 2019 koncertní turné pod názvem Mylène Farmer 2019 a v říjnu téhož roku vydala živé album Live 2019.

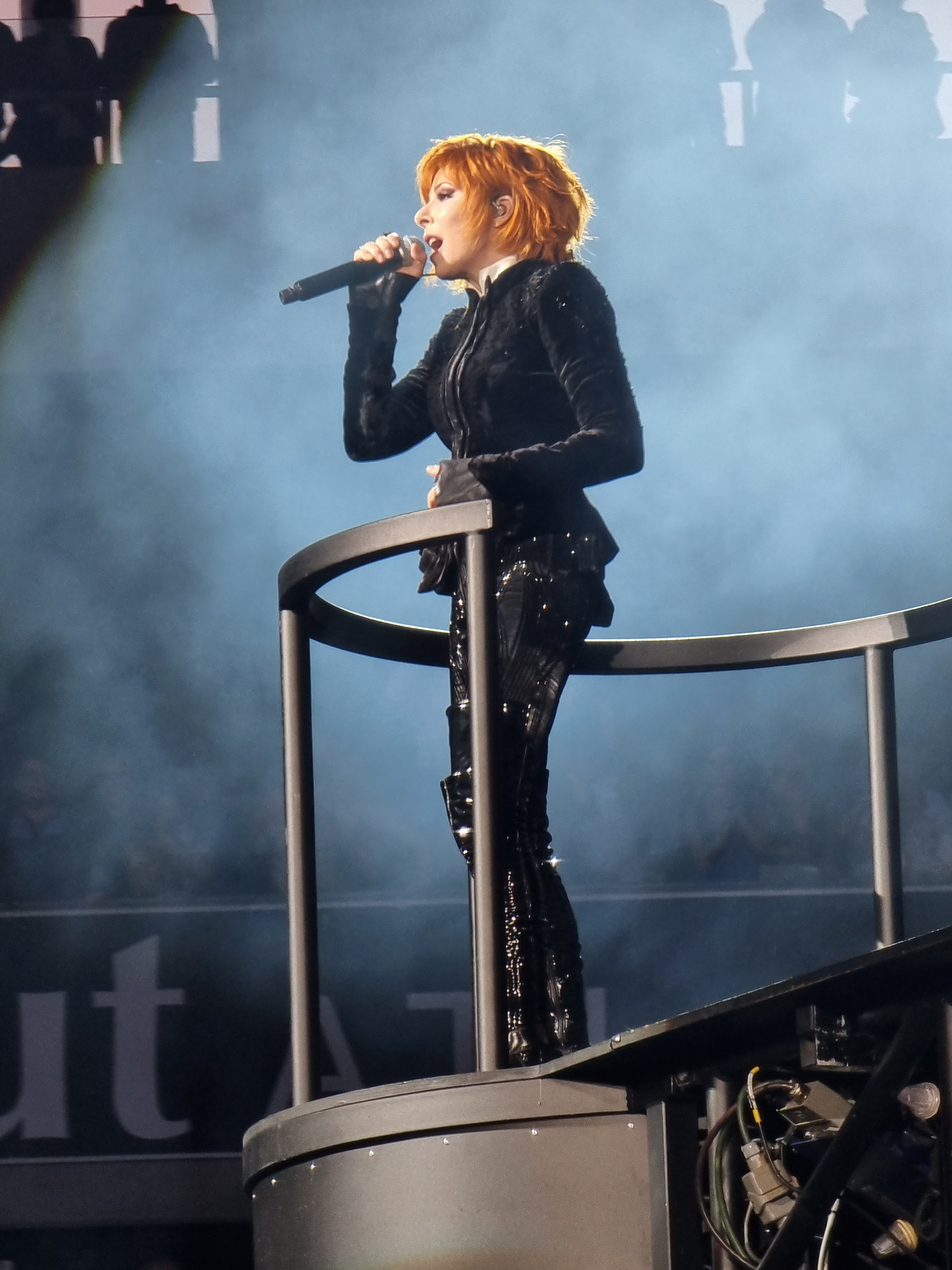
Mylène Farmer v Bordeaux 2023

V roce 2020 měl premiéru dokumentární film Mylène Farmer - L'Ultime Création, který pojednává o zákulisí jejích koncertů z roku 2019. Na podporu dokumentu a následného alba největších hitů s názvem Histoires de byl uveden nový singl „L'âme dans l'eau“ a videoklip složený ze záběrů z připravovaného dokumentu. Kolekce živých a studiových nahrávek z let 1984 až 2020 Histoires de debutovala v prosinci 2020 na druhém místě francouzské hitparády. V roce 2021 se Farmer stala členkou poroty na filmovém festivalu v Cannes.
Další studiové album L'Emprise vyšlo v listopadu 2022 a dostalo se na první příčky žebříčků ve Francii, Valonsku a Švýcarsku. Spolupracovali na něm Woodkid, AaRON, Moby a Archive. Turné Nevermore 2023 začalo v červnu v Lille. Koncerty na Stade de France (30. 6. a 1. 7.) byly kvůli nepokojům zrušeny a přeloženy až na září 2024. Zpoždění způsobila obsazená kapacita stadionu kvůli letním olympijským hrám 2024. V dubnu 2024 vyšel Remix XL, který obsahuje 20 remixů od klasických písní až po ty nejnovější a obsahuje zbrusu novou remixovou verzi písně „Désenchantée“ od DJ Federa.

### Osobní život
O svém soukromém životě Farmer v rozhovorech ani na sociálních sítích nemluví. Pokud není na jevišti, raději se drží mimo pozornost veřejnosti.
Při natáčení filmu Giorgino v roce 1994 se seznámila s americkým hercem, zpěvákem a kytaristou Jeffem Dahlgrenem. Po komerčním neúspěchu filmu se pár přestěhoval do Los Angeles, Dahlgren hrál na kytaru na zpěvaččiných albech Anamorphosée a Innamoramento z 90. let a doprovázel ji na pódiu během jejího turné Mylenium Tour, vztah ukončili v roce 1999.
V roce 2002 navázala vztah s francouzským režisérem a producentem Benoîtem Di Sabatinem. Seznámili se při tvorbě animovaného videoklipu k singlu „C'est une belle journée“. Di Sabatino režíroval také videoklipy k písním „L'amour n'est rien...“ v roce 2006 a „Appelle mon numéro“ v roce 2008.

## Filmografie
- Giorgino (1994) - zobrazení Catherine
- Ghostland (2018)

## Diskografie

### Řadová alba
- Cendres de Lune (1986) # 10 Francie = 700,000 Ex.
- Ainsi soit-je... (1988) # 1 Francie, # 47 Německo = 1,800,000 Ex.
- L'Autre… (1991) # 1 Francie, # 1 Belgie, # 27 Švýcarsko, # 55 Německo = 2,200,000 Ex.
- Anamorphosée (1995) # 1 Francie, # 2 Belgie, # 25 Švýcarsko = 1,400,000 Ex.
- Innamoramento (1999) # 2 Francie, # 2 Belgie = 1,400,000 Ex.
- Avant que l'ombre... (2005) # 1 Francie, # 1 Belgie, # 1 Rusko, # 2 Švýcarsko, # 5 Řecko, # 10 Estonsko = 800,000 Ex.
- Point de Suture (2008) # 1 Francie, # 1 Belgie, # 1 Rusko, # 2 Švýcarsko, # 16 Řecko = 800,000 Ex.
- Bleu Noir (2010) # 1 Francie, # 1 Belgie, # 1 Švýcarsko = 600,000 Ex.
- Monkey Me (2012)
- Interstellaires (2015)
- Désobéissance (2018)
- L'Emprise (2022)

### Koncertní alba (live)
- En Concert (1989) # 9 Francie = 500,000 Ex.
- Live à Bercy (1997 Live) # 2 Francie = 900,000 Ex.
- Mylenium Tour (2000 Live) # 1 Francie, # 8 Belgie, # 31 Švýcarsko = 750,000 Ex.
- Avant que l'ombre... à Bercy (2006 Live) # 1 Francie = 250,000 Ex.
- N°5 On Tour (2009 Live) # 1 Francie, # 1 Belgie, # 6 Rusko, # 14 Švýcarsko = 350,000 Ex.
- Timeless 2013 (2013)
- Live 2019 (2019)

### Výběrová alba (best of)
- Les Mots (2001) # 1 Francie, # 1 Belgie, # 6 Švýcarsko, # 5 Estonsko = +1,800,000 Ex.
- 2001.2011 (2011)

### Remixová alba
- Dance Remixes (1992) # 3 Francie, # 9 Belgie = 300,000 Ex.
- Remixes (2003) # 3 Francie, # 15 Belgie, # 20 Řecko, # 23 Estonie, # 81 Švýcarsko = 200,000 Ex.
- Remix XL (2024)

### DVD

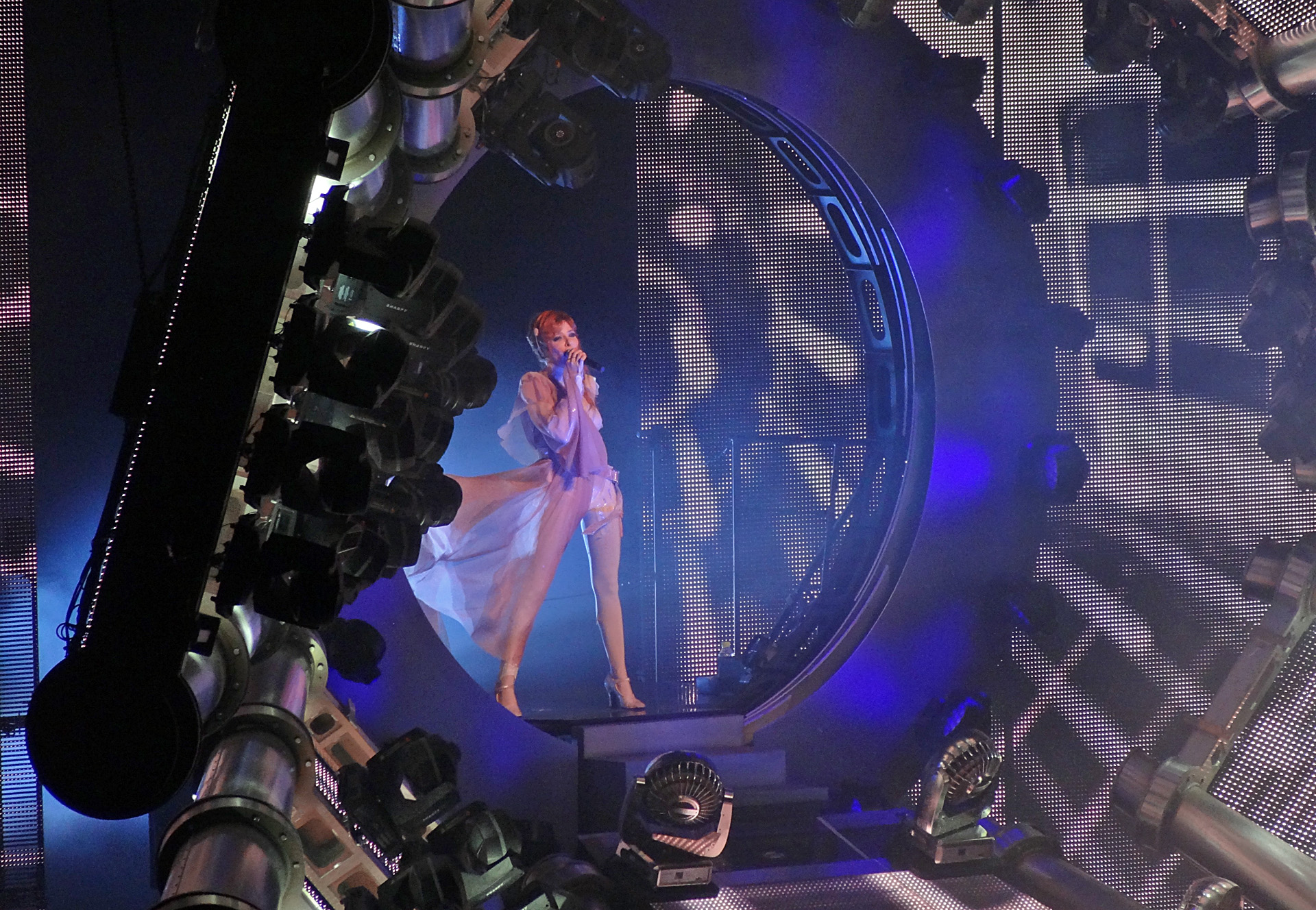

- Music Videos I (2001) # 8 Francie = 80,000 Ex.
- Music Videos II & III (2001) # 21 Francie = 100,000 Ex
- Music Videos IV (2006) # 1 Francie = 60,000 Ex

- Live à Bercy (1999) # 2 Francie, # 2 Belgie = 350,000 Ex
- Mylenium Tour (2000) # 1 Francie, # 8 Belgie = 450,000 Ex
- Avant que l'ombre... à Bercy (2006) # 1 Francie, # 1 Belgie, # 18 Švýcarsko = 500,000 Ex
- Stade De France (2010) # 1 Francie, # 1 Belgie, # 1 Švýcarsko, # 1 Rusko, # 8 Kanada = 300,000 Ex

### Singly
Z Cendres de Lune:
- „Maman a tort“ (1984) #HC Francie = 100,000 Ex.
- „Plus Grandir“ (1985) #HC Francie = 80,000 Ex.
- „Libertine“ (1986) # 10 Francie = 400,000 Ex
- „Tristana“ (1987) # 7 Francie = 350,000 Ex.

Z Ainsi soit-je…:
- „Sans Contrefaçon“ (1987) # 2 Francie, # 19 Německo = 700,000 Ex.
- „Ainsi soit-je…“ (1988) # 12 Francie = 200,000 Ex.
- „Pourvu qu'elles soient douces“ (1988) # 1 Francie, # 87 Německo = 900,000 Ex.
- „Sans Logique“ (1989) # 10 Francie = 250,000 Ex.

Z En Concert:
- „Allan (Live)“ (1989) # 32 Francie = 80,000 Ex.
- „Plus Grandir (Live Mix)“ (1990) # 35 Francie = 70,000 Ex.

Z L'Autre…:
- „Désenchantée“ (1991) # 1 Francie, # 1 Belgie, # 3 Nizozemí, # 16 Rakousko, # 46 Německo = 1,800,000 Ex
- „Regrets“ (1991) # 3 Francie, # 3 Belgie = 300,000 Ex.
- „Je t'aime mélancolie“ (1991) # 3 Francie, # 8 Belgie, # 70 Německo = 350,000 Ex.
- „Beyond My Control“ (1992) # 8 Francie, # 10 Belgie = 200,000 Ex.

Z Anamorphosée:
- „XXL“ (1995) # 1 Francie, # 3 Belgie, # 11 Švýcarsko = 180,000 Ex.
- „L'Instant X“ (1995) # 6 Francie, # 12 Belgie = 220,000 Ex
- „California“ (1996) # 7 Francie, # 22 Belgie = 180,000 Ex.
- „Comme j'ai mal“ (1996) # 11 Francie, # 21 Belgie = 100,000 Ex.
- „Rêver“ (1996) # 7 Francie, # 12 Belgie = 200,000 Ex.

Z Live A Bercy:
- „La Poupée qui fait Non“ (1997) # 6 Francie, # 5 Belgie=120,000 Ex.
- „Ainsi soit-je“ (1997) # 27 Francie, # 22 Belgie=70,000 Ex.

Z Innamoramento:
- „L'Âme-Stram-Gram“ (1999) # 2 Francie, # 9 Belgie = 250,000 Ex.
- „Je te rends ton amour“ (1999) # 10 Francie, # 18 Belgie = 180,000 Ex.
- „Souviens-toi du jour“ (1999) # 4 Francie, # 18 Belgie = 220,000 Ex.
- „Optimistique-moi“ (2000) # 7 Francie, # 15 Belgie, # 58 Švýcarsko = 180,000 Ex.
- „Innamoramento“ (2000) # 3 Francie, # 22 Belgie, # 56 Švýcarsko = 150,000 Ex.

Z Mylenium Tour:
- „Dessine-moi un mouton“ (2000) # 6 Francie, # 11 Belgie, # 59 Švýcarsko = 120,000 Ex.

Z Les Mots:
- „Les Mots“ (2001) # 2 Francie, # 2 Belgie, # 39 Kanada = 600,000 Ex.
- „C'est une belle journée“ (2002) # 5 Francie, # 11 Belgie = 350,000 Ex.
- „Pardonne-moi“ (2002) # 6 Francie, # 7 Belgie, # 45 Švýcarsko = 120,000 Ex.

Z Avant que l'ombre…:
- „Fuck Them All“ (2005) # 2 Francie, # 14 Švýcarsko, # 1 Rusko, # 2 Belgie, # 5 Izrael = 150,000 Ex.
- „Q.I“ (2005) # 7 Francie, # 4 Belgie, # 33 Švýcarsko = 90,000 Ex.
- „Redonne-moi“ (2006) # 7 Francie, # 6 Belgie, # 27 Švýcarsko = 50,000 Ex.
- „L'Amour n'est rien“ (2006) # 7 Francie, # 9 Belgie, # 1 Rusko, # 47 Švýcarsko = 70,000 Ex.
- „Peut-être toi“ (2006) # 3 Francie, # 12 Belgie, # 34 Švýcarsko = 60,000 Ex.

Z Avant que l'ombre… à Bercy:
- „Avant que l'ombre… Live“ (2006) # 10 Francie = 30,000 Ex.
- „Déshabillez-moi Live“ (2007) # 10 Francie = 20,000 Ex.

Z Point de Suture:
- „Degénération“ (2008) # 1 Francie, # 1 Belgie, # 26 Švýcarsko = 90,000 Ex.
- „Appelle mon numéro“ (2008) # 1 Francie, # 7 Belgie = 80,000 Ex.
- „Si j'avais au moins...“ (2009) # 1 Francie, # 25 Belgie = 40,000 Ex.
- „C'est dans l'air“ (2009) # 1 Francie, # 13 Belgie = 70,000 Ex.
- „Sextonik“ (2009) # 1 Francie, # 25 Belgie, # 18 Ukrajina, # 22 Litva = 20,000 Ex.

Z N°5 On Tour:
- „C'est dans l'air Live“

Ze Stade de France:
- „Paradis Inanimé Live“

Z Bleu Noir:
- „Oui mais... Non“ (říjen/listopad 2010) # 1 Francie, # 2 Belgie, # 52 Švýcarsko = 150,000 Ex.

Ostatní singly:
- „My Mum is Wrong“ (1985)
- „On est Tous des Imbéciles“ (1985) # HC Francie = 40,000 Ex.
- „A quoi je sers…“ (1989) # 16 Francie = 160,000 Ex.
- „Que mon cœur lâche“ (1992) # 9 Francie, # 8 Belgie = 200,000 Ex.
- „My Soul is Slashed“ (1993)
- „L'Histoire d'une Fée, C'est…“ (2000) # 9 Francie, # 10 Belgie = 120,000 Ex.
- "Slipping Away/Crier la Vie (& Moby)(2006) 1 Francie, 9 Belgie, 10 Rusko) = 250,000